# Кандинашвили, Тенгиз Павлович
Тенгиз Павлович Кандинашвили (1922—1961) — грузинский советский актёр, театральный режиссёр.

## Биография
Родился в семье грузинского актёра и режиссёра, н.арт. Грузии Прангишвили Павле (псевдоним), настоящая фамилия Кандинашвили Павел Яковлевич, и актрисы Варвары Ильиничны Гвазава.
Фронтовик. После войны дебютировал актёром в Тбилисском театре. В 1946 г. Поступил в ГИТИС на режиссёрское отделение в группу н.а. СССР Юрия Завадского и Ирины Сергеевны Вульф. Успешно окончил ГИТИС в 1952 г., был оставлен в Москве в театре им. Моссовета на двухгодичную стажировку. По окончании стажировки вернулся в Тбилиси, где работал в русском театре им. Грибоедова.
Сотрудничал с многочисленными Тбилисскими газетами «Молодой сталинец», «Заря Востока», где печатал театральные рецензии.
Сделал перевод пьесы Г. Д. Лордкипанидзе по роману Нодара Думбадзе «Я, бабушка, Илико и Илларион».

## Постановки в театре
- 1954 — «История одной любви» К. М. Симонова
- 1956 - 57 "Деревья умирают стоя" А. Касон